# Келвен
Ке́лвен Ду́глас Си́лва Оливе́йра (порт.-браз. Khellven Douglas Silva Oliveira; род. 25 февраля 2001, Алешандрия, Риу-Гранди-ду-Норти) — бразильский футболист, правый защитник клуба «Палмейрас».

## Клубная карьера

### «Атлетико Паранаэнсе»
До 2018 года выступал за клуб «Гуарани» из Пальосы. В августе 2018 года перешёл в «Атлетико Паранаэнсе». 10 марта 2019 года дебютировал в основном составе «Атлетико» в матче Лиги Паранаэнсе против «Толедо», став первым родившимся в XXI веке игроком «Атлетико Паранаэнсе». 6 апреля 2019 года Келвен забил свой первый профессиональный гол за «ураган» в матче Лиги Паранаэнсе против «Риу-Бранку». 19 мая 2019 года дебютировал в бразильской Серии A в матче против клуба «Коринтианс».
В 2019 году помог своей команде выиграть чемпионат штата Парана и Кубок Бразилии. В следующем году вновь стал чемпионом штата. В 2021 году вместе с «Атлетико Паранаэнсе» выиграл Южноамериканский кубок. В ходе победной кампании Келвен сыграл в семи матчах своей команды.

### ЦСКА (Москва)
1 сентября 2023 года Келвен подписал пятилетний контракт с российским ЦСКА. 3 сентября 2023 года дебютировал за ЦСКА в матче Чемпионата России против «Зенита» (1:1). 24 сентября 2023 года забил дебютный гол за ЦСКА в ворота «Ростова». В своём первом сезоне за «армейцев» Келлвен отыграл 23 матча в чемпионате России и, отдав 7 голевых передач, стал лучшим ассистентом РПЛ среди защитников. Всего в сезоне 2023/24 бразилец провёл 31 матч за московский клуб во всех турнирах, отметившись 10 результативными действиями по системе «гол+пас» (1+9). В июле 2024 года сменил игровой номер со 2-го на 13-й.
В зимнюю паузу сезона 2024/25 Марко Николич начал перестраивать ЦСКА на схему 4-4-2 ромбом, усилив конкуренцию за место в основе между Келлвеном и Гайичем на позиции правого защитника. В весенней части сезона Келлвен потерял место в основном составе, проиграв конкуренцию сербу. Из 17 матчей он лишь 5 начал в стартовом составе. По итогам сезона вместе с ЦСКА завоевал бронзовые медали чемпионата России. 1 июня 2025 года стал обладателем Кубка России.
12 июля 2025 года Келлвен стал обладателем Суперкубка России.

### «Палмейрас»
5 августа 2025 года Дуглас Келлвен перешёл в бразильский «Палмейрас», подписав контракт до 30 июня 2030 года. 10 августа 2025 года в матче Серии A против «Сеары» (2:1) он дебютировал за новый клуб, выйдя на замену в конце игры.

## Карьера в сборной
Выступал за Олимпийскую сборную Бразилии. Дуглас Келлвен был участником Предолимпийского турнира КОНМЕБОЛ 2024, где Бразилия успешно прошла предварительный этап, а в финальном этапе завоевала бронзовые медали, однако этого оказалось недостаточно для попадания на Олимпийские игры в Париже. Защитник принял участие во всех матчах турнира.

## Клубная статистика
| Выступление         | Выступление      | Выступление      | Лига | Лига | Кубки | Кубки | Суперкубки | Суперкубки | Международные | Международные | Прочие | Прочие | Итого | Итого |
| Клуб                | Лига             | Сезон            | Игры | Голы | Игры  | Голы  | Игры       | Голы       | Игры          | Голы          | Игры   | Голы   | Игры  | Голы  |
| ------------------- | ---------------- | ---------------- | ---- | ---- | ----- | ----- | ---------- | ---------- | ------------- | ------------- | ------ | ------ | ----- | ----- |
| Атлетико Паранаэнсе | Серия А          | 2019             | 5    | 0    | 3     | 0     | —          | —          | 0             | 0             | 0      | 0      | 8     | 0     |
| Атлетико Паранаэнсе | Серия А          | 2020             | 21   | 0    | 2     | 0     | 1          | 0          | 1             | 0             | 5      | 1      | 30    | 1     |
| Атлетико Паранаэнсе | Серия А          | 2021             | 20   | 2    | 6     | 0     | —          | —          | 7             | 0             | 9      | 0      | 42    | 2     |
| Атлетико Паранаэнсе | Серия А          | 2022             | 28   | 1    | 6     | 1     | —          | —          | 11            | 0             | 0      | 0      | 45    | 2     |
| Атлетико Паранаэнсе | Серия А          | 2023             | 15   | 0    | 5     | 0     | —          | —          | 6             | 0             | 16     | 2      | 42    | 2     |
| Атлетико Паранаэнсе | Итого            | Итого            | 89   | 3    | 21    | 1     | 1          | 0          | 25            | 0             | 30     | 3      | 166   | 7     |
| ЦСКА (Москва)       | Премьер-лига     | 2023/24          | 23   | 1    | 8     | 0     | —          | —          | —             | —             | —      | —      | 31    | 1     |
| ЦСКА (Москва)       | Премьер-лига     | 2024/25          | 24   | 3    | 7     | 1     | —          | —          | —             | —             | —      | —      | 31    | 4     |
| ЦСКА (Москва)       | Премьер-лига     | 2025/26          | 0    | 0    | 0     | 0     | 1          | 0          | —             | —             | —      | —      | 1     | 0     |
| ЦСКА (Москва)       | Итого            | Итого            | 47   | 4    | 15    | 1     | 1          | 0          | —             | —             | —      | —      | 63    | 5     |
| Палмейрас           | Серия А          | 2025             | 1    | 0    | 0     | 0     | 0          | 0          | 0             | 0             | 0      | 0      | 1     | 0     |
| Палмейрас           | Итого            | Итого            | 1    | 0    | 0     | 0     | 0          | 0          | 0             | 0             | 0      | 0      | 1     | 0     |
| Всего за карьеру    | Всего за карьеру | Всего за карьеру | 137  | 7    | 36    | 2     | 2          | 0          | 25            | 0             | 30     | 3      | 230   | 12    |

1. ↑  Кубок Бразилии, Кубок России.
2. ↑  Суперкубок Бразилии, Суперкубок России.
3. ↑  Кубок Либертадорес, Южноамериканский кубок, Суперкубок Южной Америки.
4. ↑  Чемпионат Паранаэнсе.

## Достижения
«Атлетико Паранаэнсе»
- Чемпион штата Парана (2): 2019en, 2020en
- Обладатель Кубка Бразилии: 2019en
- Победитель Кубка обладателей Кубка Джей-лиги и Южноамериканского кубка: 2019
- Обладатель Южноамериканского кубка: 2021

ЦСКА (Москва)
- Бронзовый призёр чемпионата России: 2024/25
- Обладатель Кубка России: 2024/25
- Обладатель Суперкубка России: 2025